# Centre sportif Léonard-Grondin
Pour les articles homonymes, voir Grondin.
Le Centre sportif Léonard-Grondin est un centre sportif situé à Granby, en Montérégie. Il comporte trois glaces et dispose de 3 000 places au total. Aujourd'hui, l'amphithéâtre accueille du hockey de la Ligue de hockey junior AAA du Québec (LHJAAAQ).
Durant l'hiver, le hockey junior y œuvre, le hockey mineur aussi, ainsi que le patinage artistique. Durant l'été, le centre sportif est disponible pour les spectacles et expositions.

## Histoire

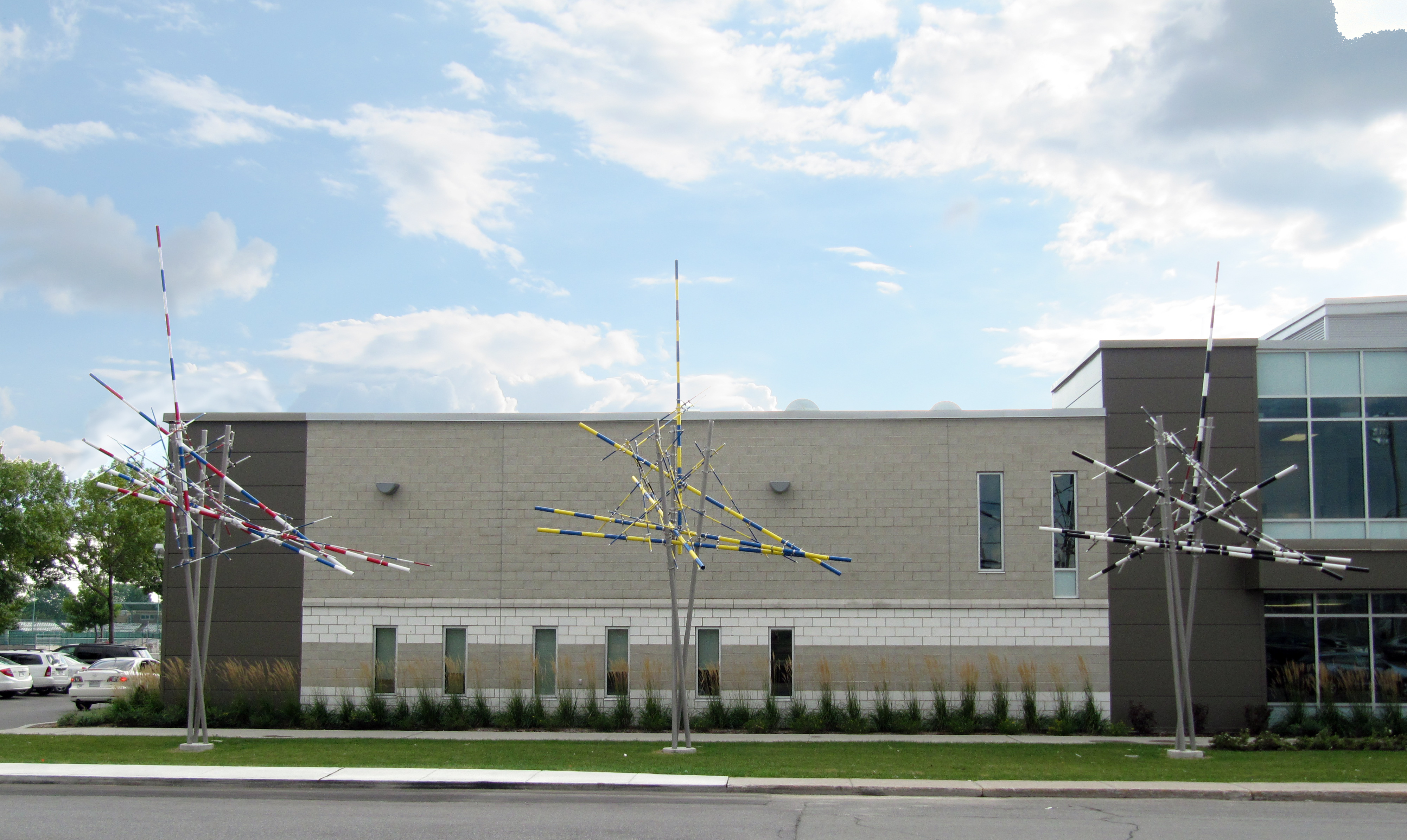
Trois éléments structuraux sont situés près de la façade. Celle du centre représente les couleurs de les Inouk de Granby, le bleu et le jaune.

La bâtisse est construite en 1967 sur la rue Léon-Harmel à Granby. D'abord connu sous le nom de Palais des sports,, on y retrouve une patinoire, mais également d'autres événements sportifs ainsi que des spectacles.
Il y avait déjà eu des équipes granbyennes de hockey dès les années 1950, soit les Guépards dans le Junior B jusqu'aux années 1970. Ils furent suivis notamment des Vics entre 1972 et 1976. C'est en 1981 que l'équipe des Éperviers de Sorel déménage son club au Palais des sports de Granby de façon permanente et qu'elle devient les Bisons de Granby. Jouant au sein de la LHJMQ, l'équipe est notamment composée du plus tard célèbre Patrick Roy de 1982 à 1985. On y retrouve également Pierre Turgeon, Éric Desjardins, Stéphane Quintal, Stéphane Richer, Marc Bureau, Alain Côté et Philippe Boucher.
En 1993, on renomme l’amphithéâtre pour Aréna Léonard-Grondin afin d'honorer un homme d'affaires de la région et un des pionniers du hockey amateur à Granby. Léonard Grondin, mort en 1992 a été propriétaire de la boutique Grondin Sports et Camping dès les années 1950, une boutique située à l'intérieur de l'aréna de la rue Court et qui en novembre 1985 est devenue le Grand Bazar. On déménage alors le commerce dans une plus grande surface sur la rue Principale dans l'ouest de la ville.
L'aréna a alors une capacité totale de 3 046 spectateurs dont 2 346 places assises. On y retrouve également deux glaces.
En 2010, on agrandit et rénove le bâtiment en entier. Les travaux estimés à 19 millions de dollars totalisent environ 20 millions en mai 2011, puis 20,5 millions en juillet lorsqu'on choisit de remplacer les bancs vieux d'une quarantaine d'années. Le nouveau bâtiment est officiellement renommé Centre sportif Léonard-Grondin le 7 février 2011 et comporte maintenant trois glaces.